# ملعب الإمام رضا
ملعب الإمام رضا (بالفارسية: ورزشگاه امام رضا) ، أفتتح سنة 2017، وهو ملعب لنادي نادي شهر خودرو، الذي يستضيف فيه بطولات الإتحاد الإيراني لكرة القدم.